# 用田 (藤沢市)
用田（ようだ）とは、神奈川県藤沢市の北西部を指す地名である。1889年まで用田村と呼ばれる行政区、また1955年までは高座郡御所見村に属し、現在は藤沢市の13ある行政地区の御所見地区の一部として御所見市民センターが行政を分担している御所見地区の中の一部をなす住居表示上の呼称としての用田という範囲の異なる概念が並行している。

## 地理

### 気候
南部ほど顕著な海洋性気候が見られる。気温の変化は冬の冷え込みが弱く、年較差が相対的に小さい。降水量は初秋の秋霖・台風期にピークがあり、梅雨期がこれに次ぐ。風向は年間を通して季節風よりも海陸風の影響が顕著である。丘陵の自然植生はオニシバリ－コナラ群集が多くを占めるほか、イノデ－タブノキ群集の自然林もみられる暖帯林。

### 地名
寒川町の寒川神社の所領の御用田があったので用田と呼んだと言われている。一説に昔角田氏の勢力があったころに、伊豆より伊東氏がきてその勢力に敗れて「ク」を取り用田となった説もあるが、今に残る文書から角田氏が領主のころ、用田郷の地名が見られたといわれる。

## 歴史
横浜伊勢原線、用田バイパス工事に伴い遺物が大量に発見されており、旧石器時代の末期の土器や住居跡、動物を捕るために使ったであろう落とし穴、また、この時代ではほとんど確認することができなかった木材が炭化した状態で出土し注目を集めている。また、富士山の噴火で埋没した溝や道、地震のあった痕跡等がみつかっており、18000年前から人々が生活していたと考えられている。
小田原北条氏が敷いた中原街道に宿場に当たる継立場が置かれ、幕政期には東海道戸塚宿から大山へ至る大山道と交差する用田の辻を中心に賑わい発展した。

## 世帯数と人口
2023年（令和5年）9月1日現在（藤沢市発表）の世帯数と人口は以下の通りである。
| 大字 | 世帯数    | 人口    |
| ---- | --------- | ------- |
| 用田 | 1,474世帯 | 3,674人 |

### 人口の変遷
国勢調査による人口の推移。
| 年                 | 人口  |
| ------------------ | ----- |
| 1995年（平成7年）  | 3,995 |
| 2000年（平成12年） | 3,913 |
| 2005年（平成17年） | 3,886 |
| 2010年（平成22年） | 3,969 |
| 2015年（平成27年） | 3,845 |
| 2020年（令和2年）  | 3,683 |

### 世帯数の変遷
国勢調査による世帯数の推移。
| 年                 | 世帯数 |
| ------------------ | ------ |
| 1995年（平成7年）  | 1,240  |
| 2000年（平成12年） | 1,269  |
| 2005年（平成17年） | 1,323  |
| 2010年（平成22年） | 1,434  |
| 2015年（平成27年） | 1,422  |
| 2020年（令和2年）  | 1,427  |

## 学区
市立小・中学校に通う場合、学区は以下の通りとなる（2015年6月時点）。
| 番地 | 小学校               | 中学校               |
| ---- | -------------------- | -------------------- |
| 全域 | 藤沢市立御所見小学校 | 藤沢市立御所見中学校 |

## 事業所
2021年（令和3年）現在の経済センサス調査による事業所数と従業員数は以下の通りである。
| 大字 | 事業所数  | 従業員数 |
| ---- | --------- | -------- |
| 用田 | 166事業所 | 1,064人  |

### 事業者数の変遷
経済センサスによる事業所数の推移。
| 年                 | 事業者数 |
| ------------------ | -------- |
| 2016年（平成28年） | 178      |
| 2021年（令和3年）  | 166      |

### 従業員数の変遷
経済センサスによる従業員数の推移。
| 年                 | 従業員数 |
| ------------------ | -------- |
| 2016年（平成28年） | 1,054    |
| 2021年（令和3年）  | 1,064    |

## 神社・寺
仏教寺院
- 示現寺
- 寿昌寺
- 薬王寺

神社
- 用田寒川神社

## 文化財・名数など
- 指定・登録文化財
  - 藤沢市用田鳥居前遺跡出土の 旧石器時代の遺跡間接合石器
  - 西用田地蔵

## 年中行事
- 1月上旬 - 初詣（各社寺）
- 1月中旬 - どんど焼き
- 2月上旬 - 節分会（各社寺）
- 4月8日 - 花祭り（各寺）

## 名物・名産
- 藤沢の風物語
- 御所見塚チーズケーキ

## 交通機関
- 神奈中バス かつては用田寒川神社横を下った先に用田操車所が存在した（1988年廃止）。

## ゆかりのある著名人
- 木原実（気象予報士）
- 庄司武男（柔道選手）
- 武史（ロックバンド、山嵐のメンバー）
- 土屋武士（レーシングドライバー）
- 竹谷睦（サッカー選手、元水戸ホーリーホック）
- 山田恵里（ソフトボール選手、オリンピック代表）

## 学校
- 藤沢市立御所見中学校

## その他

### 日本郵便
- 郵便番号 : 252-0821[3]（集配局 : 藤沢北郵便局[14]）。